# چارلز باسیل پرایس
چارلز باسیل پرایس (انگلیسی: Charles Basil Price; ۱۲ دسامبر ۱۸۸۹ – ۱۵ فوریهٔ ۱۹۷۵) فرد نظامی اهل کانادا بود.